# Polisportiva Comunale Almennese Atalanta Femminile 2007-2008
Questa voce raccoglie le informazioni riguardanti la Polisportiva Comunale Almennese Atalanta Femminile nelle competizioni ufficiali della stagione 2007-2008.

## Divise e sponsor
La tenuta di gioco riprendeva quella utilizzata dall'Atalanta maschile, con quella interna classica con maglia a strisce nerazzurre con colletto a V nero, abbinata a calzoncini e calzettoni neri e quella esterna completamente bianca, mentre il fornitore delle tenute era Erreà.
| 1ª divisa |  | 2ª divisa |

## Organigramma societario
Tratto dal sito Football.it.
Area amministrativa
- Presidente onorario: Michele Maraglino
- Direttore Sportivo: Giulio Brivio
- Segretario Generale: Giacomo Mangili

Area tecnica
- Allenatore: Michele Zonca
- Allenatore in seconda: Gustavo Fenaroli
- Allenatore portieri: Riccardo Innocenti

## Rosa
Rosa e ruoli tratti dal sito Football.it.
| N. |                   | Ruolo | Calciatrice         |
| -- | ----------------- | ----- | ------------------- |
|    | Italia (bandiera) | P     | Carlotta Filippi    |
|    | Italia (bandiera) | P     | Alessia Gritti      |
|    | Italia (bandiera) | D     | Marta Brasi         |
|    | Italia (bandiera) | D     | Samantha Ceroni     |
|    | Italia (bandiera) | D     | Carlotta Fagiolini  |
|    | Italia (bandiera) | D     | Silvia Foresti      |
|    | Italia (bandiera) | D     | Federica Gambirasio |
|    | Italia (bandiera) | D     | Marianna Rota       |
|    | Italia (bandiera) | D     | Michela Teli        |
|    | Italia (bandiera) | D     | Stefania Zanoletti  |
|    | Italia (bandiera) | D     | Elisa Zizioli       |

| N. |                   | Ruolo | Calciatrice        |
| -- | ----------------- | ----- | ------------------ |
|    | Italia (bandiera) | C     | Alessandra Caio    |
|    | Italia (bandiera) | C     | Giulia Ferrandi    |
|    | Italia (bandiera) | C     | Alice Pesenti      |
|    | Italia (bandiera) | C     | Naila Ramera       |
|    | Italia (bandiera) | C     | Andrea Scarpellini |
|    | Italia (bandiera) | C     | Giulia Spini       |
|    | Italia (bandiera) | A     | Cristina Bonometti |
|    | Italia (bandiera) | A     | Manuela Mangili    |
|    | Italia (bandiera) | A     | Roberta Picchi     |
|    | Italia (bandiera) | A     | Penelope Riboldi   |

## Calciomercato

### Sessione estiva
| Acquisti | Acquisti           | Acquisti         | Acquisti      |
| R.       | Nome               | da               | Modalità      |
| -------- | ------------------ | ---------------- | ------------- |
| D        | Samantha Ceroni    | Fiammamonza      | definitivo    |
| D        | Carlotta Fagiolini | Reggiana         | definitivo    |
| C        | Naila Ramera       | Fiammamonza      | definitivo    |
| A        | Penelope Riboldi   | Bardolino Verona | fine prestito |

| Cessioni | Cessioni          | Cessioni        | Cessioni   |
| R.       | Nome              | a               | Modalità   |
| -------- | ----------------- | --------------- | ---------- |
| D        | Barbara Bruscaini | Tradate Abbiate | definitivo |
| D        | Sofia Cattaneo    | ???             |            |
| C        | Pamela Franchina  | Brescia         | definitivo |
| C        | Marcella Gozzi    | Reggiana        | definitivo |
| C        | Jessica Panza     | ???             |            |

## Risultati

### Serie A

#### Girone di andata
| Arbitro: | Marco Mainardi (Bergamo) |

|                                          |           |                 |
| Tavalazzi 27’ Pasqui 70’, 74’ Sodini 85’ | Marcatori | 9’, 23’ Mangili |

| Arbitro: | Gianluca Bellero (Casale Monferrato) |

|             |           |                          |
| Mangili 23’ | Marcatori | 33’ Del Prete 72’ Eccher |

| Arbitro: | Christian Vaccher (Pordenone) |

|                                                       |           |                        |
| Di Filippo 12’, 20’ Mauro 35’, 49’ Brumana 45’ (rig.) | Marcatori | 60’ Ceroni 71’ Mangili |

| Arbitro: | Praticò (Treviglio) |

|                             |           |  |
| Scarpellini 28’ Mangili 36’ | Marcatori |  |

| Arbitro: | Marco Addis (Olbia) |

|             |           |  |
| Cortesi 63’ | Marcatori |  |

| Arbitro: | Giuseppe Paladino (Rovereto) |

|                         |           |            |
| Mangili 32’ Riboldi 72’ | Marcatori | 82’ Panico |

| Arbitro: | Luca Zanette (Conegliano) |

|            |           |            |
| Maglio 30’ | Marcatori | 11’ Ramera |

| Arbitro: | Andrea Riccardi (Novara) |

|  |           |             |
|  | Marcatori | 74’ Rigatti |

| Arbitro: | Federico Granci (Città di Castello) |

|           |           |                           |
| Mauro 15’ | Marcatori | 48’ Bonometti 54’ Riboldi |

| Arbitro: | Fabio Ghellere (Parma) |

|             |           |                               |
| Riboldi 28’ | Marcatori | 22’, 60’ Bonetti 44’ Piccinno |

| Arbitro: | Riccardo Bucchino (Torino) |

|           |           |  |
| Ricco 63’ | Marcatori |  |

#### Girone di ritorno
| Arbitro: | Andrea Bianchi (Como) |

|  |           |                                                |
|  | Marcatori | 25’, 40’, 79’ Sodini 28’, 30’ Bruno 36’ Pasqui |

| Arbitro: | Tiziano Reni (Pistoia) |

|  |           |                  |
|  | Marcatori | 71’, 85’ Riboldi |

| Arbitro: | Gianluca Bellero (Casale Monferrato) |

|            |           |                      |
| Ceroni 23’ | Marcatori | 3’ Mauro 60’ Brumana |

| Arbitro: | Riccardo Bucchino (Torino) |

|  |           |                             |
|  | Marcatori | 48’, 76’ Ramera 73’ Mangili |

| Arbitro: | Simone Spolaore (Torino) |

|  |           |               |
|  | Marcatori | 7’, 59’ Conti |

| Arbitro: | Christian Marzadro (Rovereto) |

|                                            |           |  |
| Panico 54’, 82’ Girelli 66’ Gabbiadini 91’ | Marcatori |  |

| Arbitro: | Massimo Molinaroli (Verona) |

|                                   |           |             |
| Ceroni 57’ Mangili 71’ Ramera 75’ | Marcatori | 48’ Berardo |

| Arbitro: | Marco Novellino (Brescia) |

|  |           |            |
|  | Marcatori | 35’ Ramera |

| Arbitro: | Matteo Della Valle (Albenga) |

|                                   |           |  |
| Mangili 28’ Riboldi 46’, 58’, 73’ | Marcatori |  |

| Arbitro: | Alessandro Bertazzoli (Chiari) |

|                        |           |             |
| Bonetti 51’ Tonani 64’ | Marcatori | 77’ Riboldi |

| Arbitro: | Giovanni Lorenzo (Lodi) |

|                                          |           |                   |
| Scarpellini 65’ (rig.) Ceroni 77’ (rig.) | Marcatori | 39’, 82’ Stracchi |

### Coppa Italia

#### Primo turno
Girone F

## Statistiche

### Statistiche di squadra
| Competizione | Punti | In casa | In casa | In casa | In casa | In casa | In casa | In trasferta | In trasferta | In trasferta | In trasferta | In trasferta | In trasferta | Totale | Totale | Totale | Totale | Totale | Totale | DR |
| Competizione | Punti | G       | V       | N       | P       | Gf      | Gs      | G            | V            | N            | P            | Gf           | Gs           | G      | V      | N      | P      | Gf     | Gs     | DR |
| ------------ | ----- | ------- | ------- | ------- | ------- | ------- | ------- | ------------ | ------------ | ------------ | ------------ | ------------ | ------------ | ------ | ------ | ------ | ------ | ------ | ------ | -- |
| Serie A      | 26    | 11      | 4       | 1       | 6       | 16      | 20      | 11           | 4            | 1            | 6            | 14           | 19           | 22     | 8      | 2      | 12     | 30     | 39     | -9 |
| Coppa Italia | .     | .       | .       | .       | .       | .       | .       | .            | .            | .            | .            | .            | .            | .      | .      | .      | .      | .      | .      | -  |
| Totale       | -     | .       | .       | .       | .       | .       | .       | .            | .            | .            | .            | .            | .            | .      | .      | .      | .      | .      | .      | -  |

### Statistiche delle giocatori
| Giocatore      | Serie A  | Serie A | Serie A     | Serie A    | Coppa Italia | Coppa Italia | Coppa Italia | Coppa Italia | Totale   | Totale | Totale      | Totale     |
| Giocatore      | Presenze | Reti    | Ammonizioni | Espulsioni | Presenze     | Reti         | Ammonizioni  | Espulsioni   | Presenze | Reti   | Ammonizioni | Espulsioni |
| -------------- | -------- | ------- | ----------- | ---------- | ------------ | ------------ | ------------ | ------------ | -------- | ------ | ----------- | ---------- |
| C. Bonometti   | 20       | 1       | 3           | 0          | ?            | ?            | ?            | ?            | 20+      | 1+     | 3+          | 0+         |
| M. Brasi       | 17       | 0       | 0           | 0          | ?            | ?            | ?            | ?            | 17+      | 0+     | 0+          | 0+         |
| A. Caio        | 9        | 0       | 1           | 0          | ?            | ?            | ?            | ?            | 9+       | 0+     | 1+          | 0+         |
| S. Ceroni      | 21       | 3       | 2           | 0          | ?            | ?            | ?            | ?            | 21+      | 3+     | 2+          | 0+         |
| C. Fagiolini   | 2        | 0       | 0           | 0          | ?            | ?            | ?            | ?            | 2+       | 0+     | 0+          | 0+         |
| G. Ferrandi    | 4        | 0       | 0           | 0          | ?            | ?            | ?            | ?            | 4+       | 0+     | 0+          | 0+         |
| C. Filippi     | 2        | -8      | 0           | 0          | ?            | ?            | ?            | ?            | 2+       | -8+    | 0+          | 0+         |
| S. Foresti     | 4        | 0       | 0           | 0          | ?            | ?            | ?            | ?            | 4+       | 0+     | 0+          | 0+         |
| F. Gambirasio  | 0        | 0       | 0           | 0          | ?            | ?            | ?            | ?            | 0+       | 0+     | 0+          | 0+         |
| A. Gritti      | 20       | -31     | 0           | 0          | ?            | ?            | ?            | ?            | 20+      | -31+   | 0+          | 0+         |
| M. Mangili     | 22       | 9       | 0           | 0          | ?            | ?            | ?            | ?            | 22+      | 9+     | 0+          | 0+         |
| A. Pesenti     | 10       | 0       | 0           | 0          | ?            | ?            | ?            | ?            | 10+      | 0+     | 0+          | 0+         |
| R. Picchi      | 7        | 0       | 0           | 0          | ?            | ?            | ?            | ?            | 7+       | 0+     | 0+          | 0+         |
| N. Ramera      | 16       | 5       | 5           | 0          | ?            | ?            | ?            | ?            | 16+      | 5+     | 5+          | 0+         |
| P. Riboldi     | 22       | 9       | 0           | 0          | 4            | 4            | ?            | ?            | 26       | 13     | 0+          | 0+         |
| M. Rota        | 15       | 0       | 6           | 0          | ?            | ?            | ?            | ?            | 15+      | 0+     | 6+          | 0+         |
| A. Scarpellini | 19       | 1       | 1           | 0          | ?            | ?            | ?            | ?            | 19+      | 1+     | 1+          | 0+         |
| G. Spini       | 18       | 0       | 4           | 0          | ?            | ?            | ?            | ?            | 18+      | 0+     | 4+          | 0+         |
| M. Teli        | 8        | 0       | 0           | 0          | ?            | ?            | ?            | ?            | 8+       | 0+     | 0+          | 0+         |
| S. Zanoletti   | 18       | 0       | 0           | 0          | ?            | ?            | ?            | ?            | 18+      | 0+     | 0+          | 0+         |
| E. Zizioli     | 18       | 0       | 3           | 1          | ?            | ?            | ?            | ?            | 18+      | 0+     | 3+          | 1+         |